# 21559 Jingyuanluo
21559 Jingyuanluo este un asteroid din centura principală de asteroizi.

## Descriere
21559 Jingyuanluo este un asteroid din centura principală de asteroizi. A fost descoperit pe 24 august 1998 la Socorro, New Mexico, în cadrul proiectului LINEAR. Asteroidul prezintă o orbită caracterizată de o semiaxă mare de 2,61 ua, o excentricitate de 0,25 și o înclinație de 11,1° în raport cu ecliptica.